# تویوتا ویتز

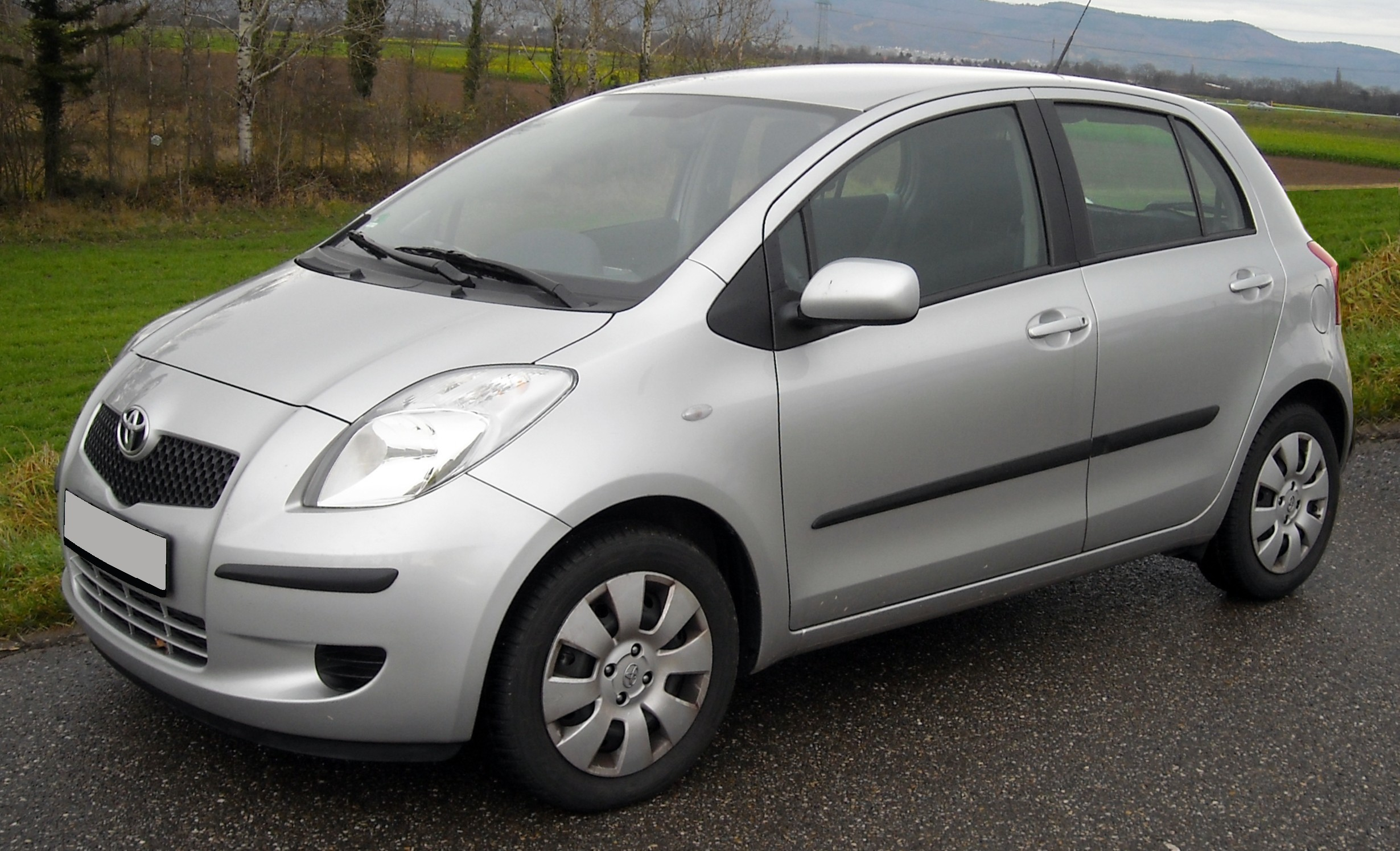

تویوتا ویتز (Toyota Vitz) خودرویی است که از سال ۱۹۹۹ تاکنون توسط شرکت ژاپنی تویوتا تولید شده‌است. طراحی آن خودروهای موتور جلو-محور جلو بوده‌است. سیستم جعبه‌دندهٔ آن ۸ دنده به دو صورت خودکار و دستی است. لازم به ذکر است که نسل سوم از خط تولید خودروهای کامپکت کوچک و هاچ‌بک از شرکت تویوتا جهت استفاده در کشور ژاپن تویوتا ویتز و در کشورهای دیگر تویوتا یاریس نامیده می‌شود.

## نگارخانه

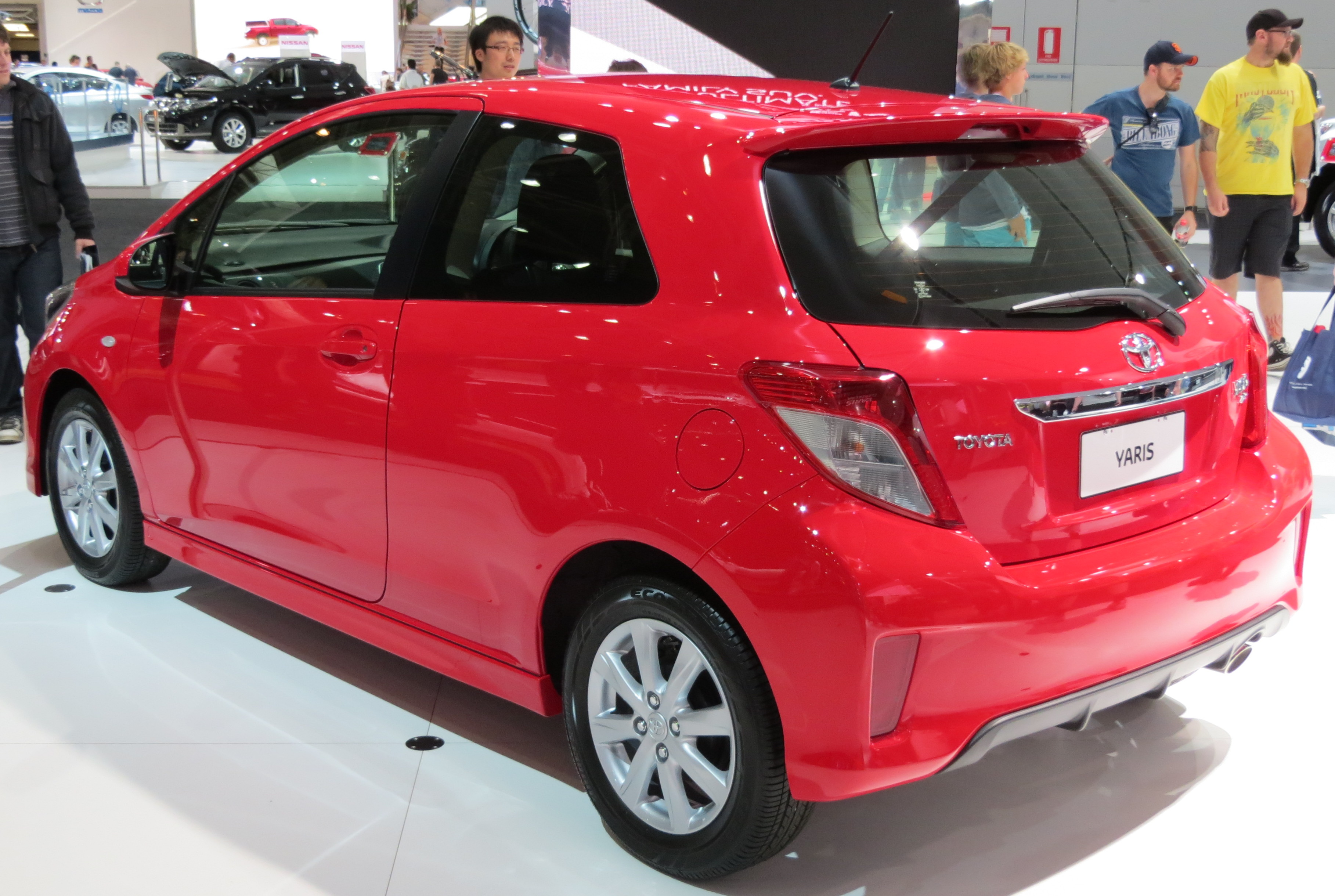
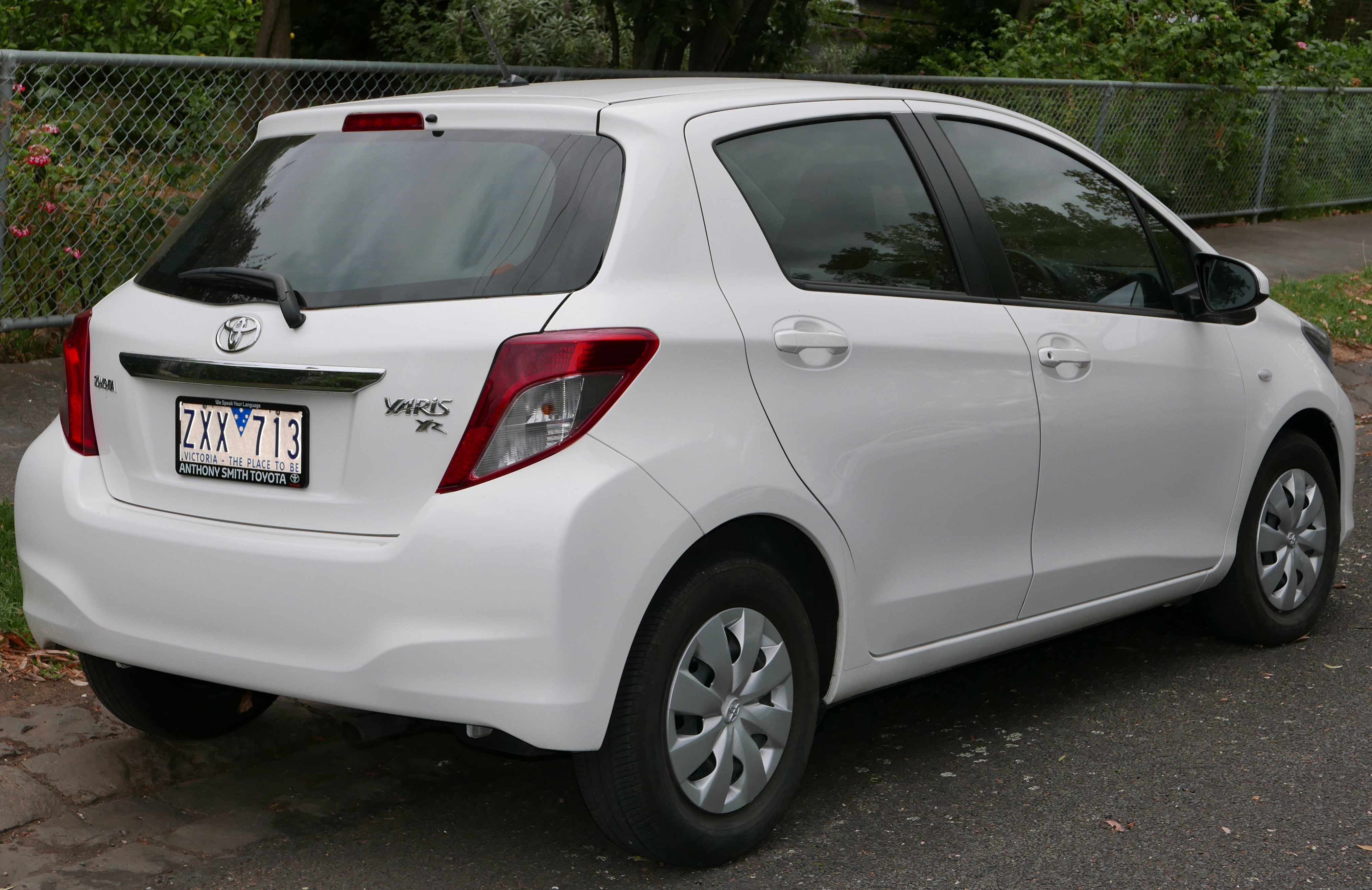
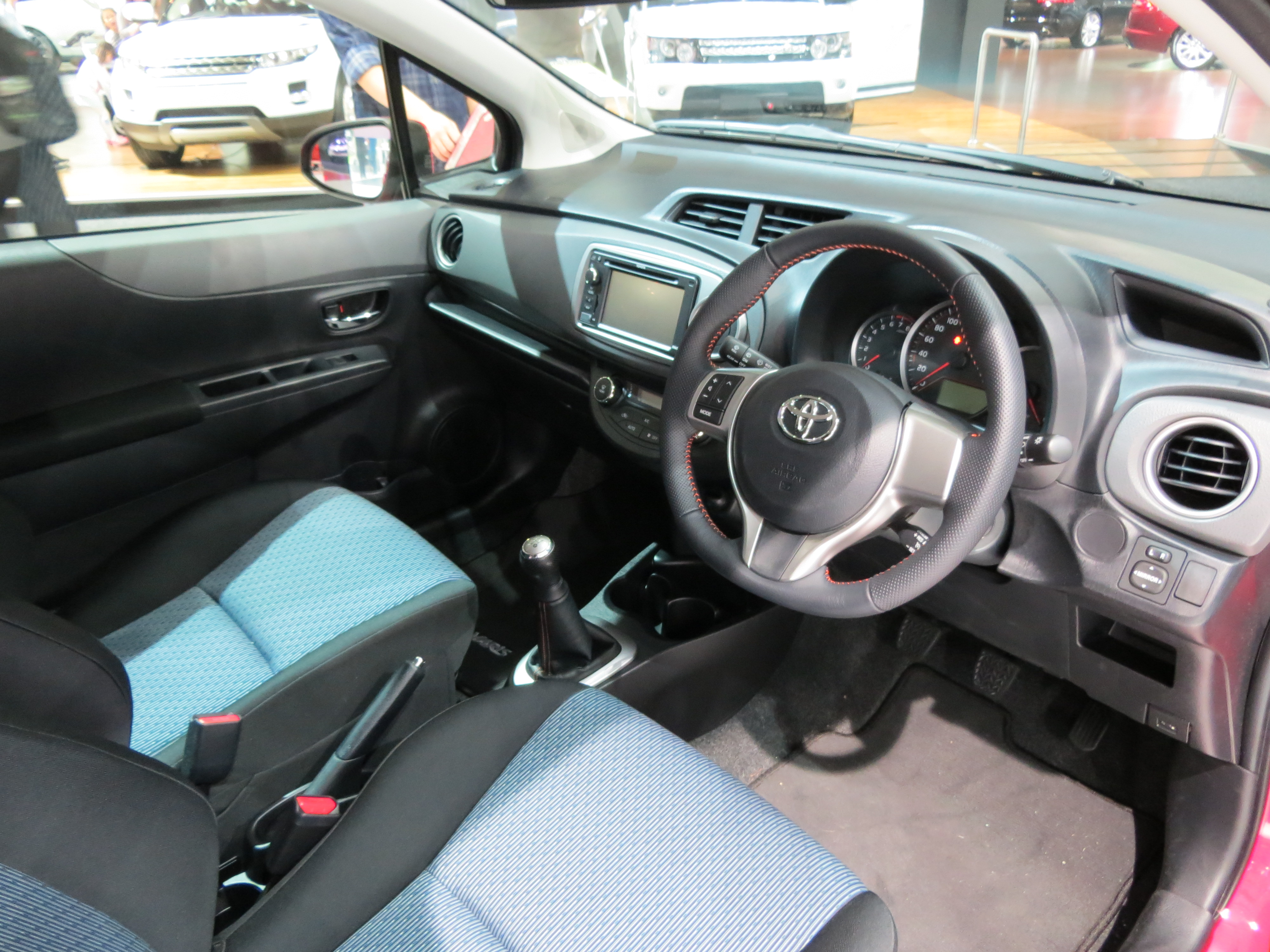
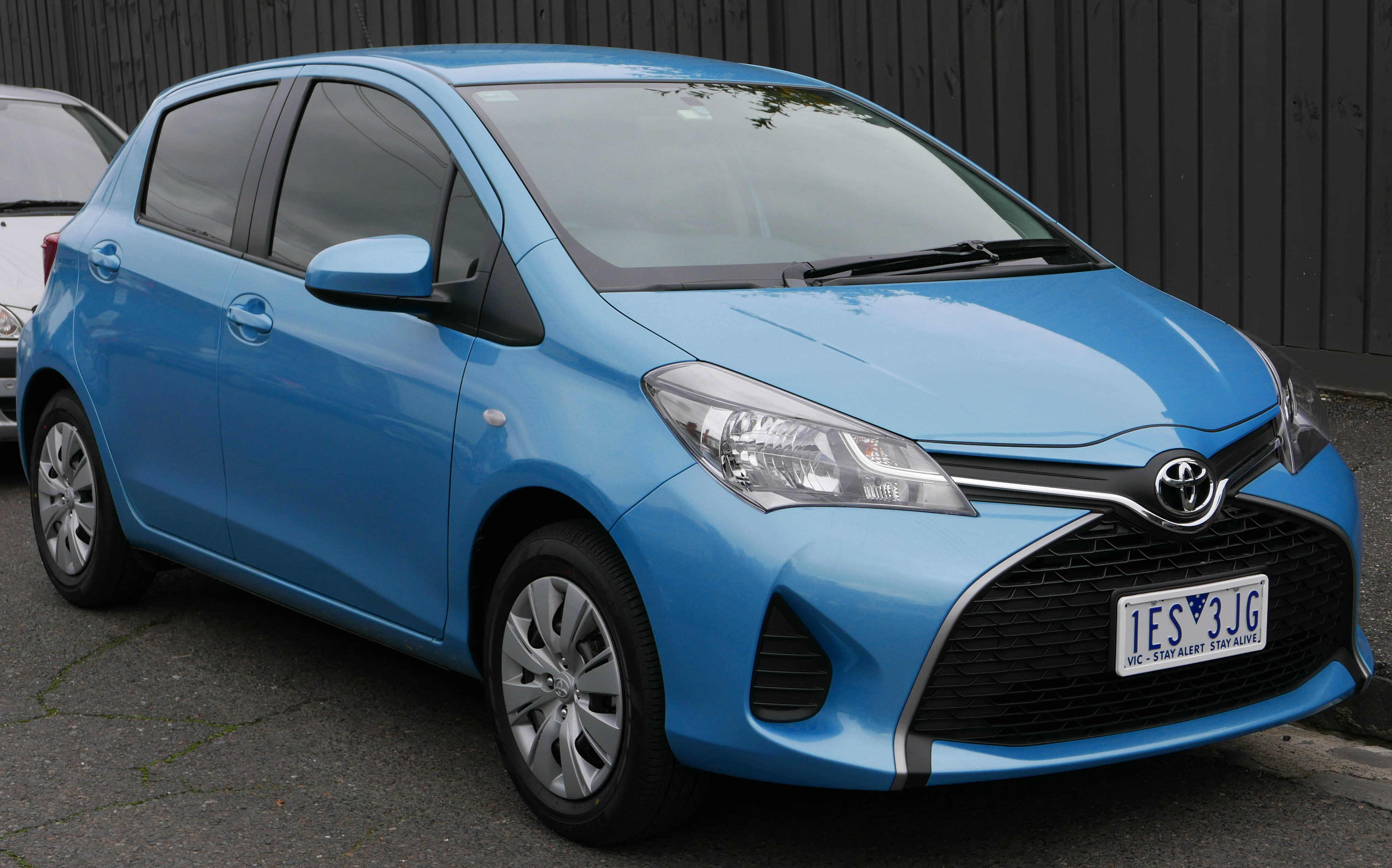
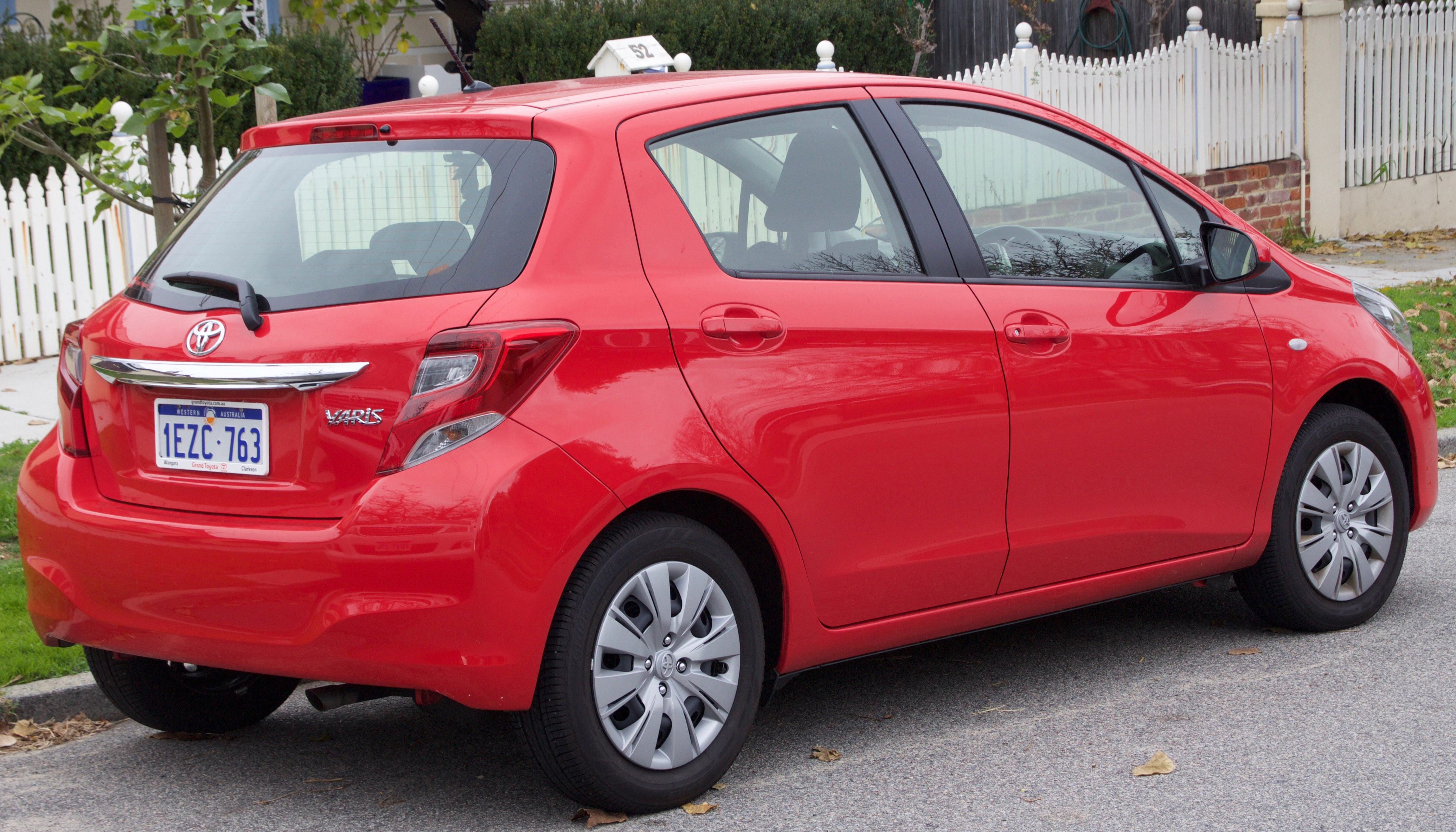